# Rubus hispidus
Rubus hispidus är en rosväxtart som beskrevs av Carl von Linné. Rubus hispidus ingår i släktet rubusar, och familjen rosväxter. Inga underarter finns listade i Catalogue of Life.

## Bildgalleri

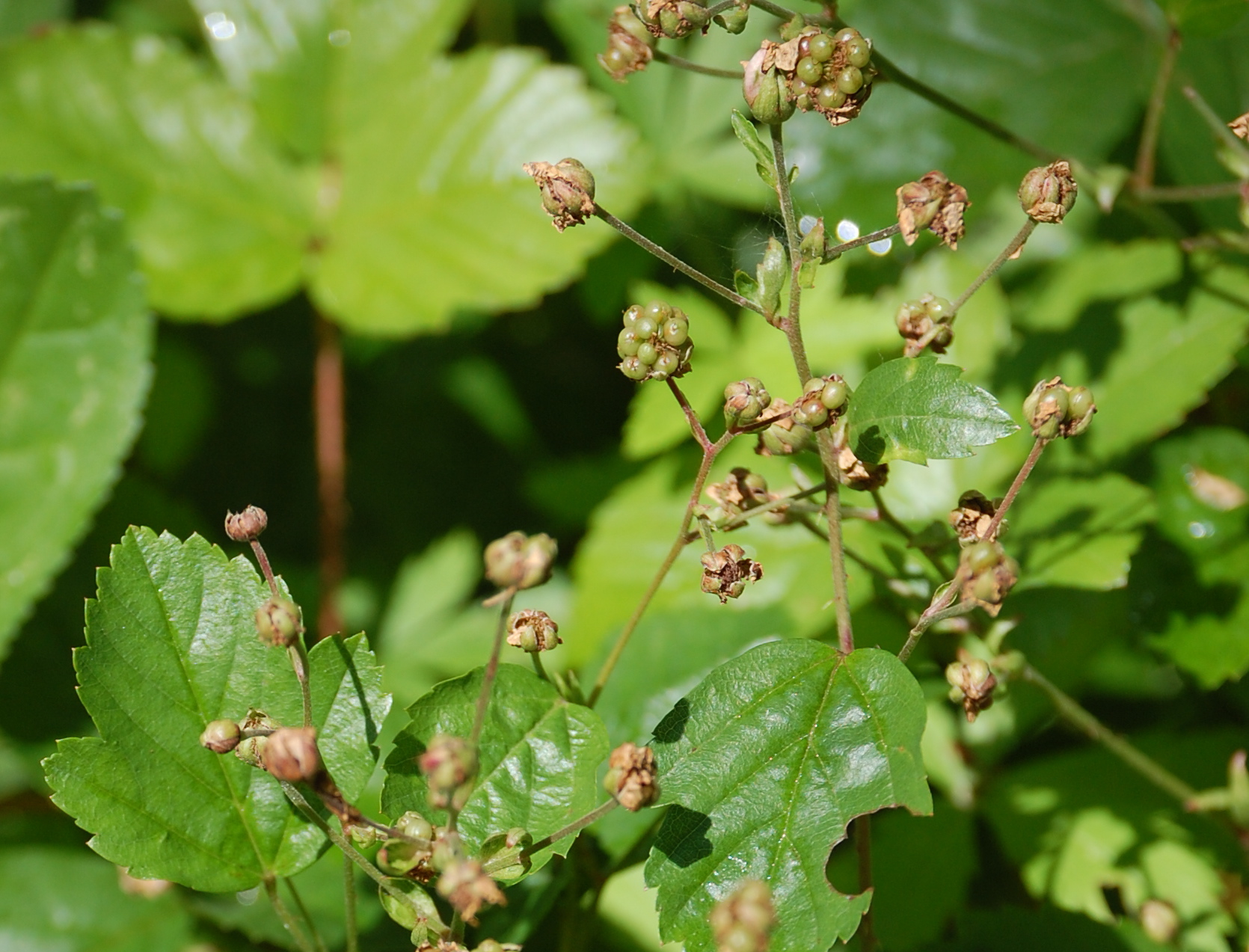